# Chinchali, Raybag
Chinchali là một làng thuộc tehsil Raybag, huyện Belgaum, bang Karnataka, Ấn Độ.